# Segunda División de Chile 1985
El Campeonato Nacional de Fútbol de Segunda División de 1985 fue el 34° torneo disputado de la segunda categoría del fútbol profesional chileno, con la participación de 20 equipos divididos en dos grupos de 10 equipos.
El torneo se disputó en su primera fase en dos grupos (Norte y Sur), clasificando los seis primeros de cada grupo a una respectiva Liguilla de Ascenso, donde solo el primero obtendría el Ascenso a Primera División.
El campeón del torneo fue Trasandino de Los Andes, que consiguió el ascenso a Primera División, junto al subcampeón Fernández Vial de Concepción.

## Movimientos divisionales
| Pos | a Primera División 1985   |
| --- | ------------------------- |
| 1º  | Unión La Calera (Campeón) |
| 2º  | Deportes Concepción       |

| Pos | desde Tercera División de Chile 1984 |
| --- | ------------------------------------ |
| 1º  | Santiago Morning (Campeón)           |

| Pos | Descendido desde Primera División de Chile 1984 |
| --- | ----------------------------------------------- |
| 1º  | Santiago Wanderers                              |
| 2º  | Deportes Antofagasta                            |
| 3º  | Deportes La Serena                              |
| 4º  | Regional Atacama                                |
| 5º  | Trasandino                                      |
| 6º  | Fernández Vial                                  |
| 7º  | Coquimbo Unido                                  |

| Pos | Descendido a Tercera División de Chile 1985 |
| --- | ------------------------------------------- |
| 1º  | Iván Mayo                                   |
| 2º  | General Velásquez                           |
| 3º  | Deportes Laja                               |

| Pos | Abandono de la Competencia.                               |
| --- | --------------------------------------------------------- |
| 1º  | Green Cross-Temuco (No participó, en Receso durante 1985) |
| 2º  | Santiago Morning                                          |

## Equipos participantes
| Equipo                | Ciudad       |
| --------------------- | ------------ |
| Coquimbo Unido        | Coquimbo     |
| Curicó Unido          | Curicó       |
| Deportes Antofagasta  | Antofagasta  |
| Deportes La Serena    | La Serena    |
| Deportes Linares      | Linares      |
| Deportes Ovalle       | Ovalle       |
| Deportes Puerto Montt | Puerto Montt |
| Deportes Valdivia     | Valdivia     |
| Deportes Victoria     | Victoria     |
| Fernández Vial        | Concepción   |
| Iberia                | Los Ángeles  |
| Lota Schwager         | Coronel      |
| Malleco Unido         | Angol        |
| Provincial Osorno     | Osorno       |
| Quintero Unido        | Quintero     |
| Regional Atacama      | Copiapó      |
| Santiago Wanderers    | Valparaíso   |
| Súper Lo Miranda      | Lo Miranda   |
| Trasandino            | Los Andes    |
| Unión Santa Cruz      | Santa Cruz   |

## Tablas finales

### Zona Norte
| Pos | Equipo               | PJ | PG | PE | PP | GF | GC | Dif | Pts |
| --- | -------------------- | -- | -- | -- | -- | -- | -- | --- | --- |
| 1   | Trasandino           | 18 | 9  | 7  | 2  | 25 | 11 | 14  | 25  |
| 2   | Deportes Antofagasta | 18 | 9  | 3  | 6  | 30 | 21 | 9   | 21  |
| 3   | Unión Santa Cruz     | 18 | 7  | 6  | 5  | 22 | 25 | -3  | 20  |
| 4   | Deportes La Serena   | 18 | 6  | 7  | 5  | 14 | 18 | -4  | 19  |
| 5   | Santiago Wanderers   | 18 | 5  | 9  | 4  | 23 | 19 | 4   | 18  |
| 6   | Coquimbo Unido       | 18 | 6  | 6  | 6  | 18 | 18 | 0   | 18  |
| 7   | Deportes Ovalle      | 18 | 4  | 9  | 5  | 21 | 18 | 3   | 17  |
| 8   | Quintero Unido       | 18 | 4  | 8  | 6  | 16 | 21 | -5  | 16  |
| 9   | Super Lo Miranda     | 18 | 4  | 6  | 8  | 17 | 28 | -11 | 14  |
| 10  | Regional Atacama     | 18 | 3  | 6  | 9  | 16 | 23 | -7  | 12  |

|  | Clasifica a Liguilla Ascenso Norte.  |
|  | Clasifica a Liguilla Descenso Norte. |

### Zona Sur
| Pos | Equipo                | PJ | PG | PE | PP | GF | GC | Dif | Pts |
| --- | --------------------- | -- | -- | -- | -- | -- | -- | --- | --- |
| 1   | Fernández Vial        | 18 | 10 | 6  | 2  | 26 | 11 | 15  | 26  |
| 2   | Lota Schwager         | 18 | 8  | 5  | 5  | 20 | 14 | 6   | 21  |
| 3   | Curicó Unido          | 18 | 9  | 3  | 6  | 24 | 23 | 1   | 21  |
| 4   | Provincial Osorno     | 18 | 6  | 6  | 6  | 28 | 27 | 1   | 18  |
| 5   | Malleco Unido         | 18 | 4  | 9  | 5  | 14 | 17 | -3  | 17  |
| 6   | Deportes Linares      | 18 | 7  | 2  | 9  | 20 | 21 | -1  | 16  |
| 7   | Deportes Puerto Montt | 18 | 5  | 6  | 7  | 16 | 20 | -4  | 16  |
| 8   | Deportes Valdivia     | 18 | 5  | 6  | 7  | 14 | 21 | -7  | 16  |
| 9   | Iberia Biobío         | 18 | 3  | 9  | 6  | 17 | 17 | 0   | 15  |
| 10  | Deportes Victoria     | 18 | 4  | 6  | 8  | 14 | 22 | -11 | 14  |

|  | Clasifica a Liguilla Ascenso Sur.  |
|  | Clasifica a Liguilla Descenso Sur. |

### Liguilla Ascenso Norte
| Pos | Equipo               | PJ | PG | PE | PP | GF | GC | Dif | Pts |
| --- | -------------------- | -- | -- | -- | -- | -- | -- | --- | --- |
| 1   | Trasandino           | 26 | 11 | 12 | 3  | 32 | 15 | 17  | 34  |
| 2   | Unión Santa Cruz     | 26 | 10 | 10 | 6  | 31 | 31 | 0   | 30  |
| 3   | Deportes Antofagasta | 26 | 12 | 4  | 10 | 43 | 30 | 13  | 28  |
| 4   | Santiago Wanderers   | 26 | 9  | 10 | 7  | 29 | 25 | 4   | 28  |
| 5   | Deportes La Serena   | 26 | 7  | 9  | 10 | 16 | 29 | -13 | 23  |

### Liguilla Descenso Norte
| Pos | Equipo           | PJ | PG | PE | PP | GF | GC | Dif | Pts |
| --- | ---------------- | -- | -- | -- | -- | -- | -- | --- | --- |
| 6   | Coquimbo Unido   | 26 | 7  | 11 | 8  | 23 | 25 | -2  | 25  |
| 7   | Quintero Unido   | 26 | 7  | 11 | 8  | 22 | 26 | -4  | 25  |
| 8   | Regional Atacama | 26 | 7  | 10 | 9  | 24 | 24 | 0   | 24  |
| 9   | Deportes Ovalle  | 26 | 4  | 15 | 7  | 26 | 27 | -1  | 23  |
| 10  | Super Lo Miranda | 26 | 5  | 10 | 11 | 25 | 29 | -4  | 20  |

|  | Final por el campeonato. Asciende a Primera División |
|  | Define Descenso a Tercera División                   |

### Liguilla Ascenso Sur
| Pos | Equipo            | PJ | PG | PE | PP | GF | GC | Dif | Pts |
| --- | ----------------- | -- | -- | -- | -- | -- | -- | --- | --- |
| 1   | Fernández Vial    | 26 | 12 | 11 | 3  | 34 | 16 | 18  | 35  |
| 2   | Lota Schwager     | 26 | 10 | 9  | 7  | 28 | 22 | 6   | 29  |
| 3   | Malleco Unido     | 26 | 9  | 11 | 6  | 27 | 25 | 2   | 29  |
| 4   | Curicó Unido      | 26 | 10 | 6  | 10 | 29 | 31 | -2  | 26  |
| 5   | Provincial Osorno | 26 | 8  | 8  | 10 | 36 | 40 | -4  | 24  |

### Liguilla Descenso Sur
| Pos | Equipo                | PJ | PG | PE | PP | GF | GC | Dif | Pts |
| --- | --------------------- | -- | -- | -- | -- | -- | -- | --- | --- |
| 6   | Deportes Valdivia     | 26 | 10 | 6  | 10 | 27 | 28 | -1  | 26  |
| 7   | Deportes Linares      | 26 | 11 | 3  | 12 | 30 | 32 | -2  | 25  |
| 8   | Iberia                | 26 | 6  | 12 | 8  | 26 | 26 | 0   | 24  |
| 9   | Deportes Puerto Montt | 26 | 8  | 7  | 11 | 21 | 27 | -6  | 23  |
| 10  | Deportes Victoria     | 26 | 6  | 7  | 13 | 22 | 33 | -11 | 19  |

|  | Final por el campeonato. Asciende a Primera División |
|  | Define Descenso a Tercera División                   |

## Definición descenso
| Partido de ida; 17 de noviembre de 1985 | Super Lo Miranda | 3:0 | Deportes Victoria | Estadio de Lo Miranda, Lo Miranda |  |

| Partido de vuelta; 24 de noviembre de 1985 | Deportes Victoria | 2:2 | Super Lo Miranda | Estadio de Victoria, Victoria |  |

- Deportes Victoria desciende a Tercera División.

## Final por el campeonato
| Partido de ida; 17 de noviembre de 1985 | Fernández Vial | 0:2 | Trasandino | Estadio Municipal, Concepción |  |

| Partido de vuelta; 24 de noviembre de 1985 | Trasandino | 0:1 | Fernández Vial | Estadio Regional, Los Andes |  |

| Tercer Partido Definitorio; 26 de noviembre de 1985 | Trasandino | 1:0 | Fernández Vial | Estadio Fiscal, Talca |  |

| Bandera de Chile                |
| Campeón Trasandino de Los Andes |
| Asciende a Primera División     |